# Areca triandra
Espèce
Areca triandra est une espèce de palmier du genre Areca originaire d'Inde et de Malaisie. Il est souvent utilisé comme plante ornementale et diffusé dans de nombreuses régions tropicales.

## Description

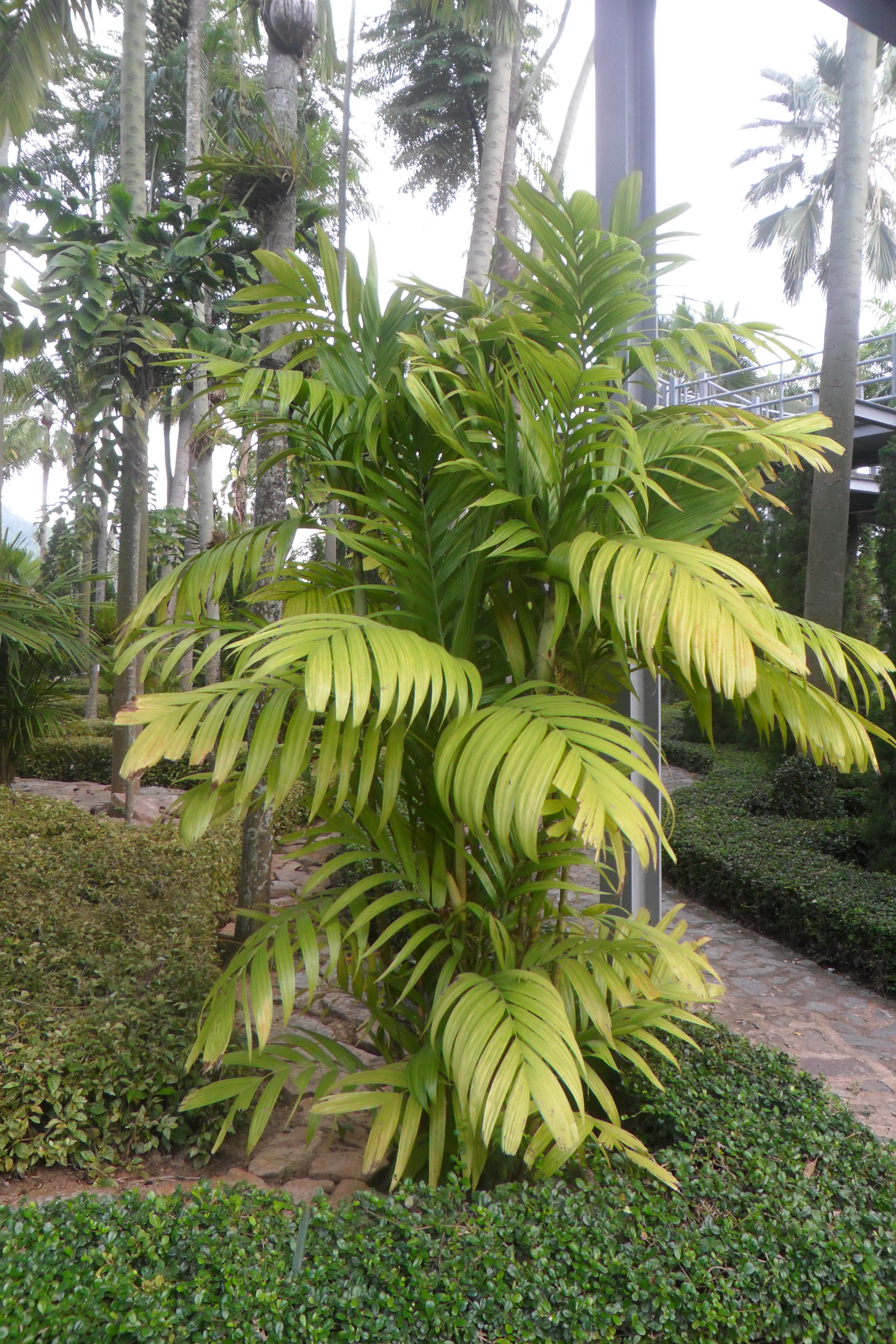
Areca triandra, jardin botanique tropical de Nong Nooch, Pattaya, Thaïlande

## Historique
Roxb. ex Buch.-Ham., Mem. Wern. Nat. Hist. Soc. 5: 310 (1826).